# Parartocarpus venenosus
El Parartocarpus venenosus és una espècie de planta amb flors del gènere Artocarpus dins la família de les moràcies.

## Taxonomia
Els següents noms científics són sinònims de Parartocarpus venenosus:
- Artocarpus cerifer Miq.
- Artocarpus forbesii King
- Artocarpus involucratus K.Schum.
- Artocarpus riedelii Miq.
- Artocarpus tylophyllus (Miq.) Miq.
- Artocarpus venenosus Zoll. & Moritzi
- Artocarpus woodii Merr.
- Gymnartocarpus triandra J.J.Sm.
- Gymnartocarpus venenosa (Zoll. & Moritzi) Boerl.
- Gymnartocarpus woodii (Merr.) Merr.
- Parartocarpus beccarianus Baill.
- Parartocarpus borneensis Becc.
- Parartocarpus excelsus Becc.
- Parartocarpus involucratus (K.Schum.) Warb. ex K.Schum. & Lauterb.
- Parartocarpus microcarpus Corner
- Parartocarpus papuanus Becc.
- Parartocarpus papuanus S.Moore
- Parartocarpus triandrus (J.J.Sm.) J.J.Sm.
- Parartocarpus woodii (Merr.) Merr.
- Saccus forbesii (King) Kuntze
- Saccus tylophyllus (Miq.) Kuntze